# 喀山汗國
喀山汗國（羅馬化：Kazan xanlıgı，羅馬化：Kazanskoye khanstvo）是欽察汗國瓦解後由其產生的汗国（1441—1552年），由拔都的兄弟禿花帖木兒後人兀魯·穆罕默德和兒子馬赫第提克住在喀山建立的獨立汗國，範圍大約是伏尔加保加利亚區域、現今的楚瓦什共和國、馬里埃爾共和國、韃靼斯坦共和國、烏德穆爾特共和國和巴什科爾托斯坦共和國。

## 历史
在馬赫第提克在位期間，汗國正式立國。1452年，他的一位兄弟卡西姆汗逃亡莫斯科。莫斯科公国把一塊奥卡河畔的、以他的名字命名土地封給他，名為卡西莫夫。其屬下一部分逃亡至克里米亞汗國。
馬赫第提克在1452年冬季，進攻莫斯科公國。他的继承者喀山汗易卜拉欣甚至1468年征服了维亚特卡，但是他不久就被迫与俄国人媾和，并交还了他所俘获的人。易卜拉欣的两个儿子伊尔哈姆和穆罕默德·阿明爭立。阿明逃亡俄國，俄國派軍護送，使他即位。但他在1505年反叛，次年他打败了一支莫斯科公国的军队。
莫斯科為了控制伏爾加河，向喀山进攻。1516年阿明死後，喀山汗國絕嗣。接著克里米亞格來王朝和莫斯科公國的瓦西里三世輪流強加自己的人選於喀山。1545—1552年，罗斯军队为阻止蒙古鞑靼人的侵袭而对喀山汗国进行征战，叫“喀山远征”。经过数次的征战，1552年10月2日伊凡四世对喀山实施围攻和强击，喀山汗国被消灭，伏尔加河中游地区并入俄国。俄罗斯的象征圣瓦西里大教堂即为纪念伊凡四世攻陷喀山汗国所建。

## 经济和人口
居民是操突厥語的巴什基爾人、楚瓦什人，诺盖人和烏拉爾語系的摩爾多瓦人、馬里人（舊稱切列米斯人）、烏德穆爾特人，以及一些科米人部落。最主要是保加尔人。
汗国居民主要從事农业(黑麥、大麥和燕麥)，也有手工业（生產粘土製品，木材和金屬手工，皮革，盔甲，犁和珠寶）和養蜂。汗国治下的城市贸易商多与高加索、中亚、莫斯科公国贸易，到十六世纪俄罗斯是最重要贸易夥伴，主要市場是喀山和伏爾加河上的大巴扎。

## 政治
國家最高統治者是可汗，他的行为决定是基於一个内阁会议的協商。貴族組成伯克，埃米爾，米儿咱，神職人員也有相當大影響力，有經學院。軍隊二萬至六萬人。由當地保加爾人組成貴族，但汗的保鑣由欽察人与诺蓋人出任，也有韃靼人，他們是由俄羅斯的精英、突厥语族人、蒙古人结合而成，由四大貴族（阿尔根、八林、钦察、Shirin）主持汗國。该国以伊斯兰教为国教。多数人是平民。战俘多卖给奥斯曼帝国、布哈拉汗国和希瓦汗国，非穆斯林要交吉茲亞税。
縱觀其歷史，汗國容易出現內亂和爭位。汗國115年更換了19次可汗，一些多次登基。汗常常被當地貴族選出。

## 文化
俄罗斯消息指出，至少有五种语言被用在喀山汗国。首要是鞑靼语，其中包括喀山鞑靼人中的方言（其前身为穆斯林保加尔人）和西部方言的mishars。其书面形式（旧鞑靼语）。楚瓦什语言是保加尔语言的一个分支，该保加尔语言，也强烈地影响了鞑靼语的中部方言。其他三組，大概是马里语，摩爾達維亞语和巴什基尔语。

## 君主列表
| 名                                                                                  | 在位时间             |
| ----------------------------------------------------------------------------------- | -------------------- |
| 兀鲁·穆罕默德 الغ محمد‬                                                              | 1438 - 1446          |
| 馬赫第提克 محمود ابن الغ محمد‬                                                       | 1445 – 1466          |
| 哈利勒 خلیل ابن محمود‬                                                               | 1466 – 1467          |
| 易卜拉欣 ابراہیم ابن محمود‬                                                          | 1467 – 1479          |
| 伊爾哈姆 علی ابن ابراہیم‬                                                            | 1479 – 1484 (第一次) |
| 穆罕默德·阿明汗 محمد امین ابن ابراہیم‬                                               | 1484 – 1485 (第一次) |
| 伊爾哈姆 علی ابن ابراہیم‬                                                            | 1485 – 1487 (第二次) |
| 穆罕默德·阿明汗 محمد امین ابن ابراہیم‬                                               | 1487 – 1495 (第二次) |
| 馬穆克 ?‬                                                                            | 1495 – 1496          |
| 阿卜杜拉蒂夫 عبد اللطیف ابن ابراہیم‬                                                 | 1496 – 1502          |
| 穆罕默德·阿明汗 محمد امین ابن ابراہیم‬                                               | 1502 - 1518 (第三次) |
| 沙·阿里 شاہ علی ابن شیخ اللہ یار‬                                                    | 1518 - 1521 (第一次) |
| 沙希布·格来 صاحب غرائی‬                                                              | 1521 - 1525          |
| 萨法·格来 صفا غرائی‬                                                                 | 1525 - 1532 (第一次) |
| 詹·阿里 جان علی ابن شیخ اللہ یار ‬                                                   | 1532 – 1535          |
| 萨法·格来 صفا غرائی‬                                                                 | 1535 – 1546 (第二次) |
| 沙·阿里 شاہ علی ابن شیخ اللہ یار‬                                                    | 1546 (第二次)        |
| 萨法·格来 صفا غرائی‬                                                                 | 1546 - 1549 (第三次) |
| 德夫莱特·格莱 دولت كراى‬ 由奥斯曼帝国任命                                            | 1549 – 1551          |
| 烏特迷失·格來 عتمش غرائی‬ 乌特米什是未成年人，实际统治者是他的母亲蘇伊姆別姬担任摄政 | 1549 – 1551          |
| 沙·阿里 شاہ علی ابن شیخ اللہ یار‬                                                    | 1551 – 1552 (第三次) |
| 亚德加尔·默罕默德 یاد گار محمد‬                                                      | 1552                 |
| 1552年，俄罗斯沙皇国伊凡雷帝征服了喀山汗国                                          |                      |

- 蓝色的行表示受到莫斯科大公国的影响。
- 绿色的行表示西伯利亚汗国的统治。
- 粉色的行表示卡西姆汗国的统治。
- 黄色的行表示克里米亚汗国的统治。
- 棕色的行表示阿斯特拉罕汗国的统治。

## 資料來源
維爾納茨基:蒙古與俄羅斯（2）